# Gabriela Brito
Gabriela Brito (26 de novembro de 1993) é uma jogadora de vôlei de praia venezuelana.

## Carreira
Com Norisbeth Agudo conquistou a medalha de bronze nos Jogos Centro-Americanos e do Caribe de 2018 de Barranquilla.